# 石川貫之
石川 貫之（いしかわ かんし、1917年（大正6年）2月7日 - 1994年（平成6年）7月11日）は、日本の陸軍軍人、航空自衛官。最終階級は日本陸軍では陸軍少佐、航空自衛隊では航空幕僚長たる空将。

## 経歴
果樹園経営・石川琢次の二男として生まれる。大分中学を卒業し、陸軍士官学校に入校。旧陸軍時代は当初、軽爆撃機操縦者であり、飛行第16戦隊に所属していた1939年（昭和14年）、ノモンハン事件で初陣を迎える。同年8月には九七式軽爆撃機で出撃し、ソ連軍のI-16に撃墜され草原に不時着したが、間一髪のところで友軍機に救助されたという。
1941年（昭和16年）3月、大尉に進級すると同隊の中隊長となるが、1943年（昭和18年）夏、飛行分科を戦闘に転科。明野陸軍飛行学校の北伊勢分教所で訓練をうけた後、1944年（昭和19年）8月、二式戦闘機「鐘馗」を装備する飛行第246戦隊の戦隊長となる。1945年（昭和20年）4月、同隊が四式戦闘機「疾風」に機種改編し、本土防空戦で活躍、最終的に10機撃墜の戦果を残しエース・パイロットとなる。
戦後は公職追放となり、警察予備隊を経て空自に入隊し、F-86F操縦課程の米留第1期生となる。帰国後は航空団の初代第1飛行隊長を務めた。その後、第2航空団司令等を経た航空幕僚監部防衛部副部長在任中の1968年（昭和43年）7月にFX（次期主力戦闘機）の調査団副団長として渡米し、F-4戦闘機の選定に携わる。その後も空幕監察官、西部航空方面隊司令官、飛行教育集団司令官等の要職を経て、1971年（昭和46年）7月1日、航空幕僚副長に就任するが就任直後の7月30日に全日空機雫石衝突事故が発生した。事故処理が終わった8月10日に航空幕僚長の上田泰弘が辞任し、第10代航空幕僚長に就任した。2年間の在任中に沖縄が返還され、南西航空混成団を組織した。
飛行時間は陸軍、空自を通じて5,000時間。

## 年譜
- 1938年（昭和13年）
  - 6月：陸軍士官学校航空分校卒（第50期・同期に黒江保彦）・陸軍航空兵少尉任官・飛行第16戦隊附
  - 10月：浜松陸軍飛行学校乙種学生修了
  - 12月：陸軍航空兵中尉
- 1941年（昭和16年）3月：陸軍大尉・飛行第16戦隊中隊長
- 1943年（昭和18年）3月：鉾田陸軍飛行学校教官
- 1944年（昭和19年）
  - 3月：陸軍少佐・明野陸軍飛行学校付
  - 8月：飛行第246戦隊長
- 1945年（昭和20年）
  - 8月：復員
  - 11月：予備役
- 1947年（昭和22年）11月28日：公職追放仮指定[5]
- 1952年（昭和27年）7月28日：警察予備隊入隊（3等警察正）
- 1954年（昭和29年）7月1日：航空自衛隊に転官（2等空佐）
- 1956年（昭和31年）1月10日：航空団第1飛行隊長
- 1959年（昭和34年）2月1日：1等空佐
- 1963年（昭和38年）3月16日：第4航空団副司令
- 1965年（昭和40年）3月31日：第2航空団司令
- 1966年（昭和41年）1月1日：空将補
- 1967年（昭和42年）7月16日：航空幕僚監部防衛部副部長
- 1969年（昭和44年）
  - 1月1日：航空幕僚監部監察官
  - 7月1日：第7代 西部航空方面隊司令官
- 1970年（昭和45年）12月16日：第9代 飛行教育集団司令官
- 1971年（昭和46年）
  - 7月1日：第12代 航空幕僚副長
  - 8月10日：第10代 航空幕僚長に就任
- 1973年（昭和48年）7月1日：退官。退官後は富士重工業顧問を務めた。
- 1991年（平成03年）11月3日：勲二等瑞宝章受章[6][7]
- 1994年（平成06年）7月11日：逝去（享年77）、叙・正四位[8]

## 栄典
- 勲二等瑞宝章 - 1991年（平成3年）11月3日

## 親族
- 父兄弟 - 石川鉠郎（陸軍少将）
- 義父 - 大塚寅雄（陸軍大佐）